# Deveti Doktor (Doctor Who)
Deveti Doktor je inkarnacija Doktora, protagonista BBC-jeve znanstveno-fantastične serije Doctor Who. Glumi ga Christopher Eccleston tokom prve sezone nove serije, u 2005. Unutar serije, Doktor je humanoidni izvanzemaljac, putnik kroz vrijeme. Pripada rasi Gospodara vremena. Kad se Doktor nađe pred smrću, može se regenerirati, no tad mu se mijenja fizički izgled i osobnost.
Pristup produkcijskog tima prema liku i Ecclestonovoj izvedbi bio je namjerno drukčiji od njegovih prethodnika, prema Ecclestonu, lik je manje ekscentričan. Kako bi se uklopio s publikom 21. stoljeća, liku je dodijeljen neovisan i hrabar suputnik, poput samog Doktora, u formi Rose Tyler. Također kratko putuje s Adamom Mitchellom, sebičnim mladićem genijalcem, koji postaje uzrok problema, te se pokazuje nedostojan putovanja TARDIS-om, i Jackom Harknessom, bivšim vremenskim agentom iz 51. stoljeća. Doktor, Rose i Jack postaju tim s bliskim odnosima, no bivaju razdvojeni u finalnoj epizodi 1. sezone, u kojoj svaki lik mora donijeti teške odluke i žrtvovati se.
2006., čitatelji Doctor Who Magazine-a izglasali su Ecclestonova Doktora trećim najpopularnijim Doktorom. Posebno su hvaljene interakcije između Doktora i njegovih dušmana, Daleka. Eccleston je osvojio nekoliko nagrada za glumu u jednoj sezoni, među kojima je i National Television Award 2005. za najboljeg glumca.

## Pojavljivanja

### Televizijska
Deveti Doktor se po prvi put pojavljuje u epizodi "Rose" gdje spašava devetnaestogodišnju prodavačicu Rose Tyler (Billie Piper) od Autonskog napada u prodavaonici gdje ona radi. Nakon što Rose pomogne Doktoru pobijediti Nestensku Svijest (živuću plastiku), pozove ju da putuje s njim u TARDIS-u. Na prvom putovanju odvede ju da vidi uništenje planeta Zemlje 5 000 000 000. godine. Otkirva se da je Doktorov narod, Gospodari vremena, uništen, i da je on zadnji od svoje vrste. Nadalje, posjete Cardiff 1869. g., gdje susretnu autora Charlesa Dickensa, čiji je Doktor veliki obožavatelj. Tijekom situacije bliske smrti, Doktor prizna Rose kako mu je drago što ju je upoznao. Odvevši Rose kući, Doktor ju slučajno vrati 12 mjeseci nakon što su otišli. Roseina majka Jackie (Camille Coduri) ga zbog toga tretira kao da je internetski predator , a Rosein dečko Mickey (Noel Clarke) je osumnjičen za Roseino ubojstvo. Nakon što Mickey pomogne Doktoru i Rose, ispalivši raketu na Slidinsku (Slitheen) bazu u Downingovoj ulici 10 (adresa premijera Velike Britanije), Doktor mu ponudi da bude suputnik u TARDIS-u, no on odbije. U epizodi "Dalek" Doktor susretne Daleka, iako je vjerovao kako su se Daleci i Gospodari vremena uzajamno uništili—događaj koji je Doktor završio. Doktor muči Daleka i pokušava ga hladnokrvno ubiti. Kad ga Rose opomene, suzdrži se od toga.
Adam Mitchell (Bruno Langley) pridružuje se Doktoru i Rose kao suputnik na kraju epizode "Dalek". Međutim, kada pokuša prokrijumčariti znanje iz budućnosti sa Satelita 5 natrag u svoje vrijeme u "Dugoj igri" Doktor ga izbacuje iz TARDISa. Nakon što Rose spasi oca Petea Tylera (Sean Дингуолл) od smrti i uzrokuje paradoks, Doktor je ljut na nju. Međutim, kada Pete umire kako bi popravio vrijeme, suosjeća s njom, i ohrabruje ju da bude s njim dok umire. Nakon što susretne kapetana Jacka Harknessa (John Barrowman) (prevaranta i bivšeg vremenskog agenta iz 51. stoljeća) 1941. godine, Doktor shvaća kako je on odgovoran za nanotehnologiju koja pretvara ljude u zombije s gas maskama. Nakon rješavanja situacije, Jack je spreman žrtvovati se, ali ga Doktor spašava i pozove da putuje u TARDIS-u. Kada se Doktor suočava s Blon (Annette Badland), jedinim preživjelim Slidincem iz Downing streeta u Cardiffu, počinje sumnjati u svoju odluku da ju pošalje na matični planet, Raxacoricofallapatorius, na smaknuće. U ovoj epizodi Doktor po prvi put primijeti da se on i Rose stalno susreću s riječima "Bad Wolf (Zli vuk)". U epizodi "Zločesti vuk" Doktor, Rose i Jack nađu se u reality showovima koje vodi misteriozna tvrtka Zločesti vuk", utemeljena na Satelitu 5. Međutim, pravi neprijatelj su im Daleci. Dalečki car je preživio Vremenski rat i stvorio novu Dalečku rasu od najnižih slojeva ljudi. Doktor šalje Rose natrag u 21. stoljeće da ju zaštiti, prije nego što pokuša uništiti Dalečku vojsku. Kad shvaća da ovaj čin može uništiti i većinu planeta Zemlje, ne može to učiniti, i priznaje da je radije kukavica, nego ubojica. Nakon što upije energiju Vremenskog vrtloga, Rose se vrača Doktoru, uništava Daleke i vrača Jacka nazad u život (no ne zna raspon svojih moći, pa ga učini besmrtinm.) Kako bi spasio Rose, Doktor upija Vremenski vrtlog u sebe, što ga dovodi do regeneracije u desetog Doktora (David Tennant), koji zauzima njegovo mjesto.
Porijeklo devetog Doktora izvorno nije istraživano, ali je objašnjeno u epizodi pedesete obljetnice, "Doktorov dan", 2013. Nakon Vremenskog rata, Ratni Doktor (John Hurt) podliježe starijoj dobi. Scena regeneracije nije u potpunosti prikazana, jer je Eccleston odbio sudjelovati u snimanju. Međutim, pojavljuju se video materijali i snimke Ecclestona zajedno s prvih osam Doktora.

## Vanjske poveznice
- Deveti Doktor na stranicama serije Doctor Who
- Trailer za prvu sezonu
- Uvodna špica prve sezone